# Saul Halpin
Saul Halpin (25 de octubre de 1991 en Truro) es un futbolista inglés que juega como mediocampista en el Vestri islandés.

## Carrera
Comenzó su carrera en el Torquay United, con el que firmó su primer contrato en 2009. Su debut se produciría recién en 2011 cuando ingresó desde el banco en un encuentro válido por la FA Cup ante el Crawley Town. En 2013 fue rescindido de su contrato, por lo que recaló primero en el Bideford y en el Shortwood United después. En 2014 viajó a Nueva Zelanda donde comenzó a jugar para el Hawke's Bay United. En 2015 pasó al Team Wellington, con el que ganó la ASB Premiership 2015-16, aunque en 2016 regresó al Hawke's Bay. En 2017 dejó Nueva Zelanda para jugar en el  Vestri de Islandia.

### Clubes
| Club                           | País          | Año             |
| ------------------------------ | ------------- | --------------- |
| Torquay United Football Club   | Inglaterra    | 2009 - 2013     |
| Bideford AFC                   | Inglaterra    | 2013 - 2014     |
| Shortwood United Football Club | Inglaterra    | 2014            |
| Hawke's Bay United             | Nueva Zelanda | 2014 - 2015     |
| Team Wellington                | Nueva Zelanda | 2015 - 2016     |
| Hawke's Bay United             | Nueva Zelanda | 2016 - 2017     |
| Íþróttafélagið Vestri          | Islandia      | 2017 - Presente |